# هنري هولاند (مهندس معماري)
هنري هولاند (بالإنجليزية: Henry Holland)‏ (و. 1745 – 1806 م) هو مهندس معماري بريطاني، توفي في لندن، عن عمر يناهز 61 عاماً.

## معرض صور

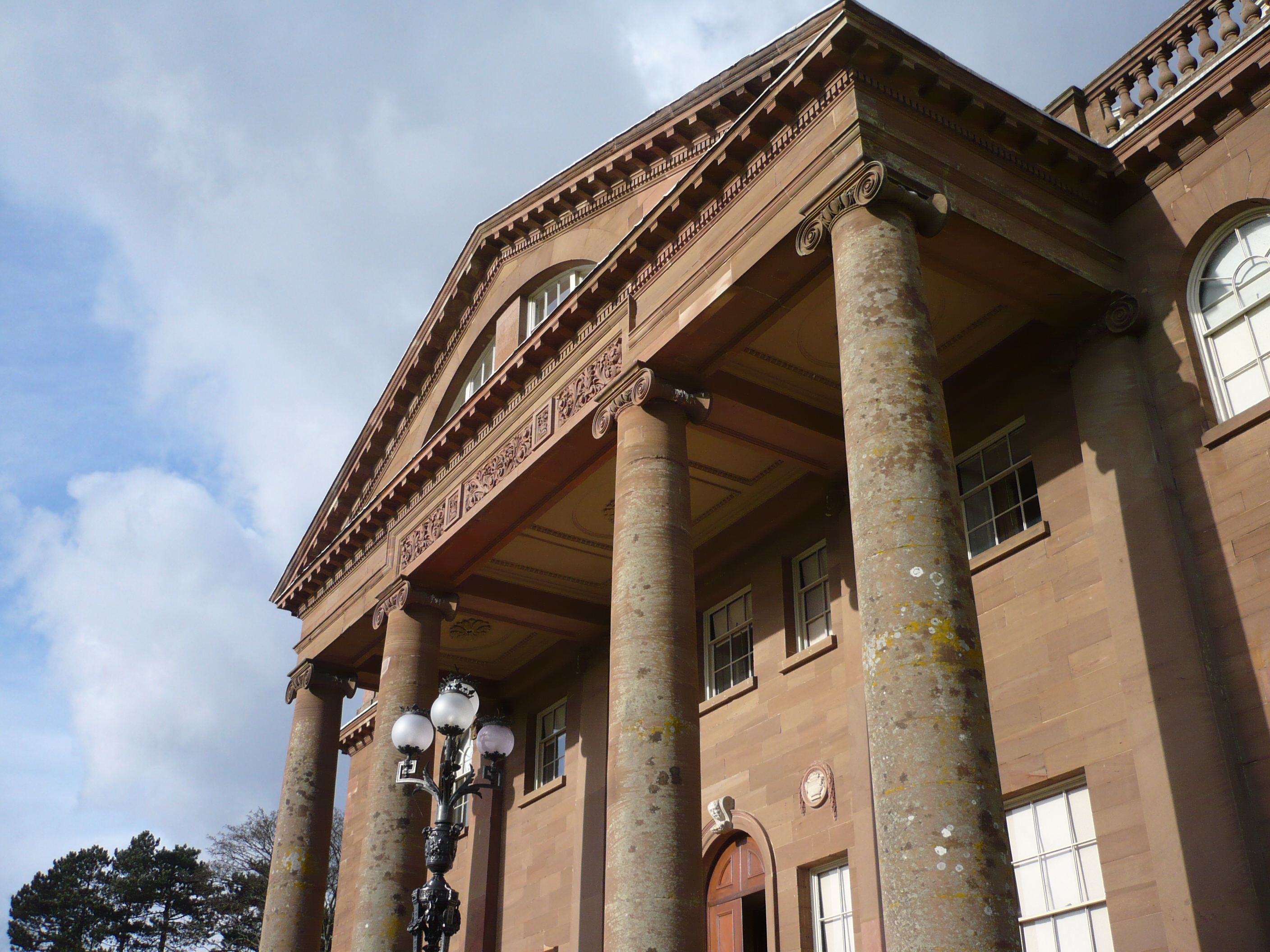
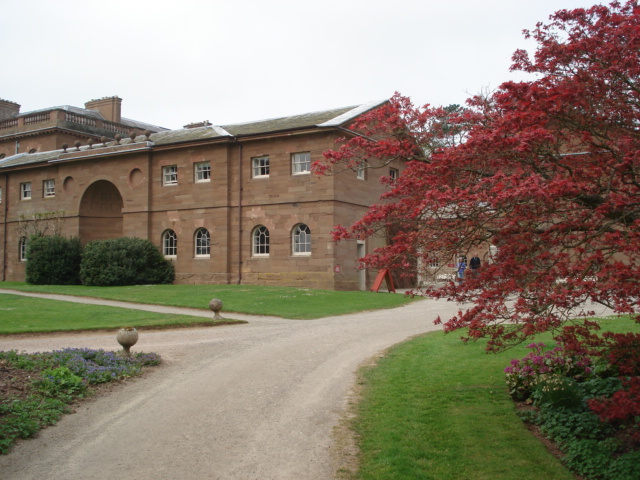
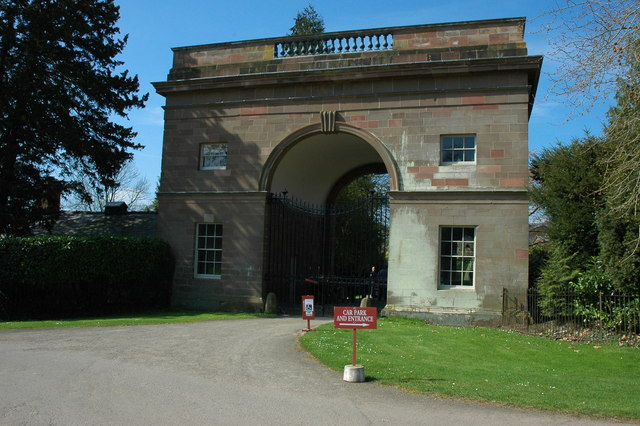
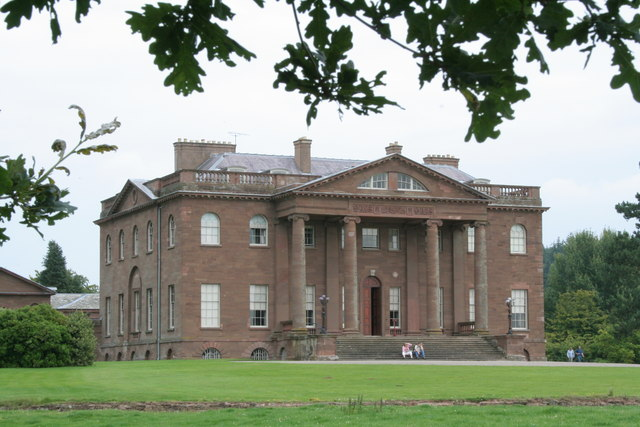